# Kar-festival
Het kar-festival, in India Ratha Yatra, is een jaarlijks festival voor hindoes. Het komt van oorsprong uit India en wordt ook in Nederland, België en Suriname gevierd. In Nederland komt ook de vertaling wagenfestival voor. In Suriname vieren niet-hindoes het feest met de hindoes mee.

## Achtergrond
Het festival kent zijn oorsprong in het stadje Jagannath Puri in de Indiase deelstaat Odisha. Het wordt gevierd ter ere van de god Krishna en diens terugkeer naar Vrindavan. Voor deze gebeurtenis bezoeken jaarlijks miljoenen mensen uit de gehele wereld de stad Puri. Een kar met daarop de beeltenissen van de heiligen  Jagganath, Baladeva en Subhadra rijdt daarbij versierd mee in een optocht. Hiermee wordt uitgebeeld dat ze genade schenken aan de toeschouwers.
Het festival werd op 9 juni 1967 in San Francisco gehouden, wat de eerste keer was dat dit buiten India gebeurde. Sindsdien breidde het zich uit over andere landen, met ook optochten in Nederland, België en sinds 23 september 2016 voor het eerst in Suriname.

## Galerij
| Kar-festival in Paramaribo, 2016 |
| Kar-festival in Paramaribo, 2016 |